# 迪基 (喬治亞州)
迪基（英語：Dickey）是位於美國喬治亞州卡爾霍恩縣的一個非建制地區。該地的面積和人口皆未知。

## 地理
迪基的座標為31°33′26″N 84°39′37″W / 31.55722°N 84.66028°W，而該地的平均海拔高度為86米（即282英尺）。